# Парнопрсти копитари
Парнопрсти копитари или папкари (лат. Artiodactyla) су велики ред сисара унгулата који имају паран број прстију на ногама („папци"), као и карактеристичну грађу костију скочног зглоба. У парнопрсте копитаре убрајамо свиње, нилске коње, камиле и преживаре (међу којима су најбројнија група шупљорога говеда). Ред парнопрсти копитари обухвата око 220 савремених врста, које насељавају све континенте (у Аустралију су их унели људи).

## Филогенија и систематика папкара
Слично већини сисарских редова, парнопрсти копитари се на еволуционој сцени појављују током доњег (раног) Еоцена, пре око 53 милиона година. Најранији представници су били ситни и кратконоги, а хранили су се биљном храном. До краја Еоцена већ су се одвојиле три групе, које и данас живе — Suina (свиње), Tylopoda (камиле и ламе) и Ruminantia (преживари). Паралелно са развојем ових група парнопрстих копитара, адаптивну радијацију и енормно проширење ареала (у миоцену) доживела је и једна породица биљака — траве (Poaceae). Траве су услед карактеристичне грађе листа тешко сварљиве, и само код преживара је постојао сложен систем за варење који их је лако могао варити. Специфичан систем за варење омогућио је парнопрстим копитарима да преузму бројношћу и разноврсношћу доминацију међу копненим биљоједима. Познати миоценски родови парнопрстих копитара су Ampelomeryx, Tauromeryx и Triceromeryx.
Схватање филогенетских односа међу парнопрстим копитарима и односа парнопрстих копитара с осталим сисарским групама мењало се током година, услед нагомилавања нових информација (нови фосилни налази, молекуларна систематика). Положај овог реда у оквиру групе унгулатних сисара је данас ван сумње, али се последњих година дискусије воде о томе да ли је ред парнопрсти копитари сестринска група реду китова (у групи Cetartiodactyla), или су китови еволуирали од неке групе папкара — предака нилских коња, што онда чини ред папкара парафилетским. Филогенетска класификација признаје само монофилетске таксоне, а то су групе које укључују све врсте које потичу од заједничког претка.

### Класификација

#### Према Макени и Белу
Следећа, данас превазиђена класификациона схема, дата је по ауторима Макени и Белу (1997) и списку савремених породица које су дали Вилсон и Ридер (2005).
ред  — парнопрсти копитари
подред 
породица † 
породица † 
породица † 
породица Suidae — свиње (19 савремених врста)
породица Tayassuidae — пекари (4 савремене врсте)
подред 
породица † 
породица † 
породица † 
породица Camelidae — камиле и ламе (4 савремене врсте)
породица † 
породица † 
породица † 
породица † 
породица † 
породица † 
породица † 
подред 
породица †
породица Hippopotamidae — нилски коњи (2 савремене врсте)
породица †
подред 
инфраред 
породица Antilocapridae — пронгхорн антилопе (2 савремене врсте)
породица Bovidae — шупљорога говеда: говеда, овце, козе, антилопе (135 савремених врста)
породица Cervidae — јелени (49 савремених врста)
породица † 
породица † 
породица Giraffidae — жирафа и окапи (2 савремене врсте)
породица † 
породица Moschidae - мошусни јелени (4 савремене врсте)
породица † 
инфраред 
породица † 
породица † 
породица † 
породица † 
породица † 
породица † 
породица † 
породица Tragulidae - јеленчићи (6 савремених врста)

#### Према савременој класификацији
Због тога што је традиционално дефинисан ред Artiodactyla парафилетски таксон, јер укључује врсте које потичу од заједничког претка, али не укључује све његове потомке. Традиционални ред Artiodactyla и инфраред Cetacea су према новијим класификацијама или сврстани у кладус  или су копнени парнопрсти копитари са инфраредом китова (Cetacea) сврстани у ревидирани ред Artiodactyla.
- ред /кладус Cetartiodactyla[12][13]
  - подред Tylopoda
    - породица †Anoplotheriidae?
    - породица †Cainotheriidae
    - породица †Merycoidodontidae
    - породица †Agriochoeridae
    - породица Camelidae
    - породица †Oromerycidae
    - породица †Xiphodontidae

  - кладус Artiofabula
    - подред Suina
      - породица Suidae
      - породица Tayassuidae
      - породица †Sanitheriidae

    - кладус Cetruminantia
      - кладус Cetancodontamorpha
        - род †Andrewsarchus?
        - породица †Entelodontidae
        - подред Whippomorpha
          - породица †Raoellidae
          - натпородица Dichobunoidea – парафилетска према Cetacea и Raoellidae
            - породица †Dichobunidae
            - породица †Helohyidae
            - породица †Choeropotamidae
            - породица †Cebochoeridae
            - породица †Mixtotheriidae

          - инфраред Ancodonta
            - породица †Anthracotheriidae – парафилетска према Hippopotamidae
            - породица Hippopotamidae

          - инфраред Cetacea
            - парвред †Archaeoceti
              - породица †Pakicetidae
              - породица †Ambulocetidae
              - породица †Remingtonocetidae
              - породица †Basilosauridae

            - парвред Mysticeti
              - натпородица Balaenoidea
                - породица Balaenidae
                - породица Cetotheriidae

              - натпородица Balaenopteroidea
                - породица Balaenopteridae
                - породица Eschrichtiidae

            - парвред Odontoceti
              - натпородица Delphinoidea
                - породица Delphinidae
                - породица Monodontidae
                - породица Phocoenidae

              - натпородица Physeteroidea
                - породица Kogiidae
                - породица Physeteridae

              - натпородица Platanistoidea
                - породица Iniidae
                - породица Lipotidae
                - породица Platanistidae
                - породица Pontoporiidae

              - натпородица Ziphioidea
                - породица Ziphidae

      - кладус Ruminantiamorpha
        - подред Ruminantia
          - инфраред Tragulina
            - породица †Amphimerycidae
            - породица †Prodremotheriidae
            - породица †Protoceratidae
            - породица †Hypertragulidae
            - породица †Praetragulidae
            - породица Tragulidae
            - породица †Archaeomerycidae
            - породица †Lophiomerycidae

          - инфраред Pecora
            - породица †Gelocidae
            - породица †Palaeomerycidae
            - породица Antilocapridae
            - породица †Climacoceratidae
            - породица Giraffidae
            - породица †Hoplitomerycidae
            - породица Cervidae
            - породица †Leptomerycidae
            - породица Moschidae
            - породица Bovidae

## Интеракције са људима

### Доместикација
Примитивни људи су артиодактиле ловили из различитих разлога: због меса или крзна, као и да би користили њихове кости и зубе као оружје или оруђе. Њихово припитомљавање почело је око 8000. године пре нове ере. До данас, људи су доместиковали козе, овце, говеда, камиле, ламе, алпаке и свиње. У почетку се стока користила првенствено за храну. Њена употреба за радне активности зе започела око 3000 п. н. е. Постоје јасни докази да се антилопа користила за храну пре 2 милиона година у Олдувајској клисури, делу Велике рифтовске долине. Рани модерни људи су се у великој мери ослањали на јелене за храну, кожу, оруђе и оружје; с падом температура и повећаним бројем јелена на крају плеистоцена, они су постали преферентни плен. Остаци северних јелена сачињавају 94% костију и зуба пронађених у пећини изнад реке Цеу која је била насељена пре око 12.500 година.
Данас се артиодактили чувају превасходно ради меса, млека и вуне, крзна или коже за одећу. Домаћа говеда, водени биволи, јак и камиле се користе за рад и јахање, или као товарне животиње.